# Николай II (Русия)
Вижте пояснителната страница за други личности с името Николай II.
Николай II Александрович, пълно име Николай Александрович Романов (на руски: Никола́ѝ Алекса́ндрович Романов), е последният император на Русия, цар на Полша и велик княз на Финландия. Той управлява от 1894 до принудителната си абдикация през 1917 година и е от династията Романови. Неговото управление е белязано с много социални и политически противоречия, революционни движения и две революции – 1905 – 1907 г. и 1917 г., война с Япония и Първата световна война. Николай II е принуден да се отрече от престола по време на Февруарската революция през 1917 година. Разстрелян е заедно със семейството си през юли 1918 година. Канонизиран е от Руската православна църква през 2000 г., а през 2008 г. е реабилитиран от Руския върховен съд.

## Детство и образование
Николай II Романов, наследникът на руския престол, е най-големият син от шестте деца в семейството на император Александър III и императрица Мария Фьодоровна. Роден е на 6 май 1868 година в деня, когато Православната църква отбелязва паметта на Свети праведни Йов Многострадални. На това съвпадение той придава голямо значение, като през целия си живот изпитва „дълбока увереност“, че „е обречен на страшни изпитания“.
Бащата на Николай, Император Александър III, според много историци, бил дълбоко вярващ, хармонична личност, добър съпруг и баща. В тези качества той възпитавал и децата си.
От 14-годишна възраст Николай е приучен да води дневник и следвайки примера на много царе и благородници по това време, той ден след ден добросъвестно записвал в него сведения за времето, имената на всеки, с когото се срещал и общувал. През годините воденето на дневника станало потребност. Именно благодарение на тези записки, образът на Николай II става по-ясен, по-обозрим за нас.
Николай II получава домашно образование на религиозна и военна основа. В продължение на 13 години занятията се водят по щателно разработена индивидуална програма. Бъдещият император изучава руски, немски, английски и френски език, история на Русия, литература и военно дело. В последните 5 години лекциите се водят от видни руски академици и представляват предимно икономически, военни и юридически дисциплини.
В края на теоретичното обучение, за да може бъдещият император да се запознае с военния живот и реда във военната служба, баща му го изпраща във военните тренировъчни лагери. Първите две години Николай служи в редиците на Преображенския полк, а след това – още две години в редиците на кавалерийския хусарски полк и в артилерията.
Бъдещият император още от младостта си бил впечатлен от армията, а руската армия олицетворявала за него величието и мощта на Русия. Александър III запознава своя син още в юношеска възраст с хода на управление на страната, канейки го да участва в делата на Държавния съвет и Комитета на министрите.
Част от неговата образователна програма включва посещението на различни руски губернии и други страни. По време на едно такова посещение, в Япония, над Николай II е извършено покушение Кървавата риза от това покушение се пази в Ермитажа.
През пролетта на 1891 година, след морското си пътуване, Николай пристига във Владивосток. В Далечния изток той за първи път се докосва до държавните дейности като наследник на руския престол. Престолонаследникът участва в започването на строителството на Великата сибирска железница – най-дългата в Русия. Императорът възложил на сина си да отговаря за изграждането на участъка от пътя Усури, вярвайки, че участието на наследника в този случай
„ще послужи като пълно свидетелство за Моя духовен стремеж да облекча отношенията на Сибир с другите части на Империята и по този начин да разкрия на тази земя, близка до сърцето Ми, че нейният мирен просперитет е моята най-голяма грижа".
Завръщайки се в столицата след пътуването през цял Сибир, престолонаследникът бил назначен за председател на Комитета за изграждане на сибирската железница, чиито задачи включват и общото развитие на Сибир, включително Далечния изток. Естествено, тези въпроси привлекли неговото специално внимание. В бъдещия цар вече се формирало разбирането за развитието на този регион.
В края на 1892 година наследникът станал председател на специална Комисия за предоставяне на помощи на населението от провинциите, засегнати от неуспеха на реколтата; този комитет събира дарения за над 13 милиона рубли, от които самият Николай Александрович дарява пет милиона златни рубли от наследството си в помощ на гладуващите. 
На 26 години наследникът на Руския престол бил скромен, приветлив и чувствителен човек; високообразован, с широк кръгозор, прекрасно познаващ руската история и литература и в съвършенство владеещ основните европейски езици.
Блестящото му образование се съединило с дълбока религиозност и познаване на духовната литература, което не било често срещано за тогавашните държавници.
Баща му успял да му вдъхне безкористна любов към Русия и чувство за отговорност за съдбата ѝ. Още от детството на Николай му станала близка идеята, че неговото основно предназначение е да следва руските основи, традиции и идеали.

## Коронация и управление
Николай II се качва на престола през 1894 г. след смъртта на баща си. Възцаряването му събужда известни надежди в обществото за либерализация. Тези надежди скоро биват попарени от самия монарх, който в началото на 1895 г. заявява открито пред представители на земствата и дворянството, че ще брани принципите на самодържавието и ще продължи водената от баща му Александър III консервативна политика.
Авторитарната форма на управление не възпрепятствала икономическия, социалния и културен напредък на Русия. С манифеста от 17 октомври 1905 година руският народ получил правото на неприкосновеност на личността, свобода на словото, печата, събранията и съюзите. Със свободна воля бил избран парламент – Държавна Дума. Русия станала правна държава – съдебната система била практически отделена от изпълнителната власт.
"При Николай II Русия се превърнала в аграрно-промишлена държава, градовете нараствали, строили се железопътни линии, нови предприятия. Императорът подкрепял решения, насочени към икономическа и социална модернизация, аграрната реформа на Столипин. Времето на управление на Николай II е най-динамичният период в нарастване числеността на руския народ през цялата му история. <…>
Националният доход на Русия, при най-занижени изчисления, нараснал от 8 милиарда рубли през 1894 година до 22 – 24 милиарда през 1914 година, т.е. почти три пъти. Средният доход на глава от населението се удвоил. <…> Общите разходи за дела на общественото образование и култура нараснали 8 пъти.”  Императорът активно насърчавал развитието на руската култура, изкуство и наука. Така едно от първите действия на Николай II било да се отделят значителни средства за подпомагане на нуждаещите се учени, писатели и публицисти, както и техните вдовици и сираци (1895 година).
В „Царствование императора Николая II“ Сергей Сергеевич Олденбург доказва, че революцията през 1917 г. е прекъснала успешно нарастващото икономическо развитие на Русия: „за двадесетте години управление на император Николай II, Русия достигнала безпрецедентно ниво на материалното благополучие.“ 
Други значителни и твърди реформи, предприети от императора, били насочени към изкореняване на пиянството. Били създадени така наречените попечителства на народна трезвеност. Целта на тези общества била „борба с пиянството, както и разпространение на християнската нравственост и благочестие сред военните редици“. Техните задачи били „защита на населението от злоупотреба с твърд алкохол, грижи за лечение на страдащите от алкохолизъм, особено в приютите, нравствено въздействие на населението по пътя на ограмотяване за вредата от неумерената консумация на вино и приучаване към по-ползотворно използване на свободното време в специално създадени за това читални, народно четене, беседи".
На Николай II принадлежи идеята за всеобщо и пълно разоръжаване. По негова инициатива бил направен първи опит в историята на човечеството да се ограничи надпреварата във въоръжаването чрез широк международен договор. Резултатът бил Хагските мирни конвенции през 1899 и 1907 години и създаването на Международния съд, който действа и днес.
През лятото на 1898 година по нареждане на царя било подготвено Обръщение към всички страни по света. В него се казвало: "Тъй като въоръженията на всяка държава растат, те все по-малко и по-малко отговарят на поставената от правителствата цел. Нарушенията на икономическия строй, причинени предимно от излишъка на въоръжаването и постоянната опасност, която се състои в огромното натрупване на военни средства, превърна въоръжения свят в днешно време в огромна тежест, която народите търпят с голяма трудност... Поставянето на ограничения върху непрекъснатите въоръжения и върху търсенето на средства за това, с цел предотвратяване на нещастията, заплашващи целия свят – това е висш дълг на всички държави.“ Русия направила предложение да се свика всеобща мирна конференция. Политическото мислене на мнозинството държавници на страните, участващи в мирната конференция, обаче било свързано с доктрината за неизбежността на войните и военните конфронтации. Основните предложения на Николай II не били приети, въпреки че по някои въпроси бил постигнат известен напредък – забранено било използването на най-варварските военни методи и бил създаден постоянен съд за мирно разрешаване на споровете по пътя на посредничество и арбитраж.
Последната институция станала прототип на Обществото на народите и на Организацията на обединените нации: решенията и устава на конференциите от Хага били включени като основа в техните законови документи. 
След Февруарската революция царят и цялото му семейство са поставени под домашен арест в двореца „Царско село“ край Санкт Петербург. Няколко месеца по-късно, през август, са преместени в Тоболск, Урал. През април 1918 г. следва ново преместване, този път в Екатеринбург, Урал.
Цялото семейство заедно с личния им лекар и трима прислужници са разстреляни през юли 1918 година. Екзекуцията се извършва без съдебен процес. Телата им са обезобразени, за да не бъдат разпознати и след това са хвърлени в общ гроб. Останките им са открити през 1991 г., идентифицирани с ДНК анализ и погребани с държавни почести през 1998 г. Две от телата липсват, което поражда спекулации, че може би най-малката дъщеря, Анастасия, успява да се спаси. Но телата им са намерени през 2007 г. и са идентифицирани.

## Семейство
Престолонаследникът Николай и принцеса Алиса Хесен-Дармщат се влюбили един в друг от първата си среща през 1884 година. През 1889 г. бъдещият император на Русия иска разрешение от баща си за сключване на брак, но баща му отказва. През следващите няколко години престолонаследникът Николай има връзка с известната по това време балерина от полски произход Матилда Кшесинская. Тяхната любовна история се развива в периода 1892 – 1893 г., и е описана в дневниците и писмата на балерината. Въпреки това флиртът им приключва и скоро след смъртта на цар Александър III през 1894 г., Николай II се жени за Алиса фон Хесен-Дармщат, която приема името Александра Фьодоровна.
Двамата изживяват един изключително щастлив брак, сключен по любов, което при монарсите е изключителна рядкост.
За дълбочината и мащаба на чувствата им, които днес познаваме от тяхната кореспонденция и дневници, малко хора подозирали по онова време:
„Слънце мое драгоценно, събудих се с твоето мило име на уста и така дълбоко и горещо се помолих за твоето благополучие, здраве и щастие. Малка моя, единствена моя, не е възможно да опиша с думи колко те обичам – аз съм изпълнен с моята любов и само тя озарява тези мрачни дни. Бог да те благослови, моя Алекс. Ники“
През тежките години на войната, когато императорът на практика прекарвал цялото си време на фронта, Александра Фьодоровна пише на съпруга си:
„Плача като голямо дете. Виждам пред себе си твоите тъжни очи, изпълнени с ласкавост. Изпращам ти моите най-горещи пожелания за утрешния ден. За първи път от 21 години няма да прекараме този ден заедно, но колко живо си спомням всичко!
... с какво щастие и с каква любов ти ме дари през всичките тези години.“
„Най-горещо ти благодаря за цялата ти любов. Само ако знаеше как ме поддържа това. Наистина, не знам как бих издържал всичко това, ако Бог не ми беше дал в твое лице жена и приятел. Говоря сериозно. Понякога ми е трудно да изкажа тази истина, поради глупава срамежливост ми е по-лесно да изложа всичко на хартия.“
Из писмо на Николай II 
По мнение на приближени, Александра Фьодоровна била образец за много добродетели: безупречна, нежно обичаща съпруга си, примерна майка, внимателно следяща за възпитанието на своите деца и полагаща всички усилия в тяхното многостранно развитие и укрепването в тях на високонравствени принципи.
Княгините получили прекрасно домашно образование, свирели на пиано, танцували и рисували добре. Възпитани били в дълбока религиозност, посещавали богослужения с родителите си. Императрицата устройвала благотворителни базари, където самата тя, заедно с дъщерите си, продавала това, което била направила със собствените си ръце. Получените немалко средства били използвани за подкрепа на благотворителни институции.
По своя инициатива Александра Фьодоровна основала приюти, училища за медицински сестри и ортопедични клиники за болни деца. Друга нейна грижа била училището на народното изкуство.
Животът на царя и царицата бил проникнат не само от взаимна любов – тяхната обич към Русия била толкова силна, колкото и любовта им един към друг. „Не за себе си живеем, а за другите, за Родината“ – това са редове от писмо на Александра Фьодоровна. 

## Деца
| Снимка                                                                              | Име                                    | Раждане                                  | Починал/а   | Бележки |
| ----------------------------------------------------------------------------------- | -------------------------------------- | ---------------------------------------- | ----------- | ------- |
| С Александра Фьодорвна (6 юни 1872 – 17 юли 1918, сключили брак на 26 ноември 1894) |                                        |                                          |             |         |
|                                                                                     | Олга Николаевна                        | 15 ноември 1895 / по стар стил 3 ноември | юли 1918 г. |         |
|                                                                                     | Татяна Николаевна                      | 10 юни 1897 / по стар стил 29 май        | юли 1918 г. |         |
|                                                                                     | Мария Николаевна                       | 26 юни 1899 / по стр стил 14 юни         | юли 1918 г. |         |
|                                                                                     | Анастасия Николаевна                   | 18 юни 1901 / по стар стил 5 юни         | юли 1918 г. |         |
|                                                                                     | престолонаследникът Алексей Николаевич | 12 август 1904 / по стар стил 30 юли     | юли 1918 г. |         |

## Съвременници за личността на императора
Николай II имал изключително самообладание, а вътрешно бил необичайно упорит и непоколебим.
| „ | Вярата в Бога и в своя дълг на царско служение е стояла в основата на всички възгледи на император Николай II. Той вярвал, че отговорността за съдбата на Русия лежи върху него, че той отговоря за нея пред престола на Всемогъщия. Другите могат да го съветват, другите могат да му пречат, но отговорността пред Бога за Русия е върху него. От това е произтичало и отношението към ограничаване на властта – което той е смятал за прехвърляне на отговорността върху други, непризвани, и върху отделни министри, претендиращи, по негово мнение, за твърде голямо влияние в държавата. „Те развалят, а отговарям аз.“ | “ |

Сергей Сергеевич Олденбург – историк, публицист, журналист
„Царствование императора Николая II“
| „ | Каквото и да се случваше в душата на владетеля, той никога не се променяше в отношенията си с обкръжаващите го хора. Имах възможността да го видя непосредствено в момент на ужасяващо безпокойство за живота на единствения му син, на когото се съсредоточаваше цялата му нежност, и освен известна мълчаливост и още по-голяма сдържаност, в него нищо не показваше за изживяваните страдания. | “ |

Сергей Дмитриевич Сазонов –
руски държавен деец, министър на външните работи
Германският дипломат граф Артур фон Рекс считал царя за духовно надарен човек, с благороден начин на мислене, внимателен и тактичен. „Неговите маниери са толкова скромни, и от това, че толкова малко проявява външна решителност, лесно би могло да се заключи, че в него отсъства силна воля; но хората, които го обкръжават, уверяват, че в него има твърде категорична воля, която той умее да проявява в живота по много спокоен начин."}}
В мемоарите си бившият президент на Френската Република Емил Лубе пише за Николай II:
| „ | За Руския император говорят, че е достъпен за различни влияния. Това е дълбоко погрешно. Руският император сам реализира идеите си. Той ги защитава с постоянство и голяма сила. Той има зряло обмислени и внимателно изработени планове, за изпълнението на които работи непрестанно. | “ |

| „ | Повърхностната мода на нашето време определя царизма като сляпа, прогнила, неспособна за нищо тирания. Обаче анализът на тридесетте месеца война с Германия и Австрия трябва да поправи тези несъответстващи на реалността представи. Следва да измерваме силата на Руската империя с ударите, които тя понесе, с бедствията, които превъзмогна, с неизчерпаемите сили, които тя разви и с възстановяването, което тя постигна. При управлението на държавите, когато се творят великите събития, вождът на нацията, който и да е той, бива осъждан за неудачите и възхваляван за успехите. Без значение кой е изпълнявал редовата работа и кой е чертал плановете на борбата; порицанието или славата за изхода е понасял онзи, на чийто плещи е тежала върховната отговорност. Защо Николай II да бъде лишен от това сурово изпитание? Бремето на окончателните решения е тегнело върху него. На върха, където събитията надхвърлят човешкото разбиране, където всичко е непроницаемо, той е бил длъжен да дава отговорите. Той е бил стрелката на компаса. Да се воюва или да не се воюва? Да се настъпва или да се отстъпва? Да се върви надясно или наляво? Да се даде съгласие за демократизация или да се държи твърд курс? Да се оттегли или да устоява? Ето това са битките на Николай II. Защо за това да не му се отдаде дължимата почест? Самоотверженото настъпление на руските армии, спасило Париж през 1914 г.; преодоляването на мъчителното отстъпление без снаряди; бавното възстановяване на силите; победите на генерал Брусилов; участието на Русия в кампанията от 1917 г. непобедима, по-силна от всякога; нима той няма дял във всичко това? Независимо от грешките, големи и страшни, общественият строй, който той олицетворяваше и оглавяваше, строят, комуто личността на императора вдъхваше жизнеспособност, в този момент спечели войната за Русия. Ето, него сега ще го сразят. Намесва се тъмна, облечена в безумие ръка. Царят слиза от сцената. Обричат него и всички, които той обича на страдания и смърт. Усилията му биват омаловажени, действията му биват осъдени; неговата памет – осквернена... Спрете се и кажете кой друг бе пригоден? Не липсваха хора талантливи и смели, мъже амбициозни и свирепи, дръзки и властолюбиви. Но никой не съумя да отговори на няколкото прости въпроса, от които зависеше живота и славата на Русия. Държейки вече победата в ръцете си, тя рухна на земята жива погребана, погълната от червеите като стария Ирод. | “ |

Уинстън Чърчил, „Световната криза 1916 – 1918 г.“ 